# Marcel Cachin
Pour les articles homonymes, voir Cachin.
Marcel Cachin est un homme politique français, né le 20 septembre 1869 à Paimpol (Côtes-d'Armor) et mort le 12 février 1958 à Choisy-le-Roi (Seine). Parlementaire socialiste puis communiste de 1914 à 1958 (excepté sous l'Occupation), il est directeur du journal L'Humanité de 1918 à sa mort.

## Biographie
Le père de Marcel Cachin s'appelle également Marcel Cachin et est gendarme ; sa mère est Marie-Louise née Le Gallou, fileuse de lin. Après des études au lycée Saint-Charles de Saint-Brieuc et à celui de Rennes, il suit les cours de la faculté des lettres de Bordeaux et passe sa licence en 1893. Il est professeur de philosophie à Bordeaux pendant quinze ans.
Avec Marguerite Cachin, il a trois enfants. Son fils, Charles Cachin, né en 1908, pédiatre, épousa en premières noces Ginette Signac, fille du peintre libertaire Paul Signac (1863-1935). Leur fille, Françoise Cachin (1936-2011), devint historienne d'art et conservatrice de musée. Charles Cachin sera également le père du poète anticolonialiste Henri Kréa. Sa fille Marie-Louise Alice Cachin (1910-1989), avocate, notamment pour le Secours populaire français, épousa l'avocat Marc Jacquier, fils de Paul Jacquier, député et ministre radical-socialiste. Sa fille Marcelle Cachin (1911-1998) épousa Paul Hertzog, chirurgien. Elle-même médecin, elle était membre du Parti communiste et fut députée.
Son neveu, Yves Cachin (1916-2010), chirurgien réputé, directeur de l'Institut Gustave-Roussy, milita également un temps au PCF et était titulaire de la médaille de la Résistance. Son arrière-petit-neveu, Olivier Cachin (né en 1962), est un journaliste spécialisé dans les musiques noires et le hip-hop. Il a également été le présentateur de l'émission Rapline sur M6 de 1990 à 1993.

## Carrière politique

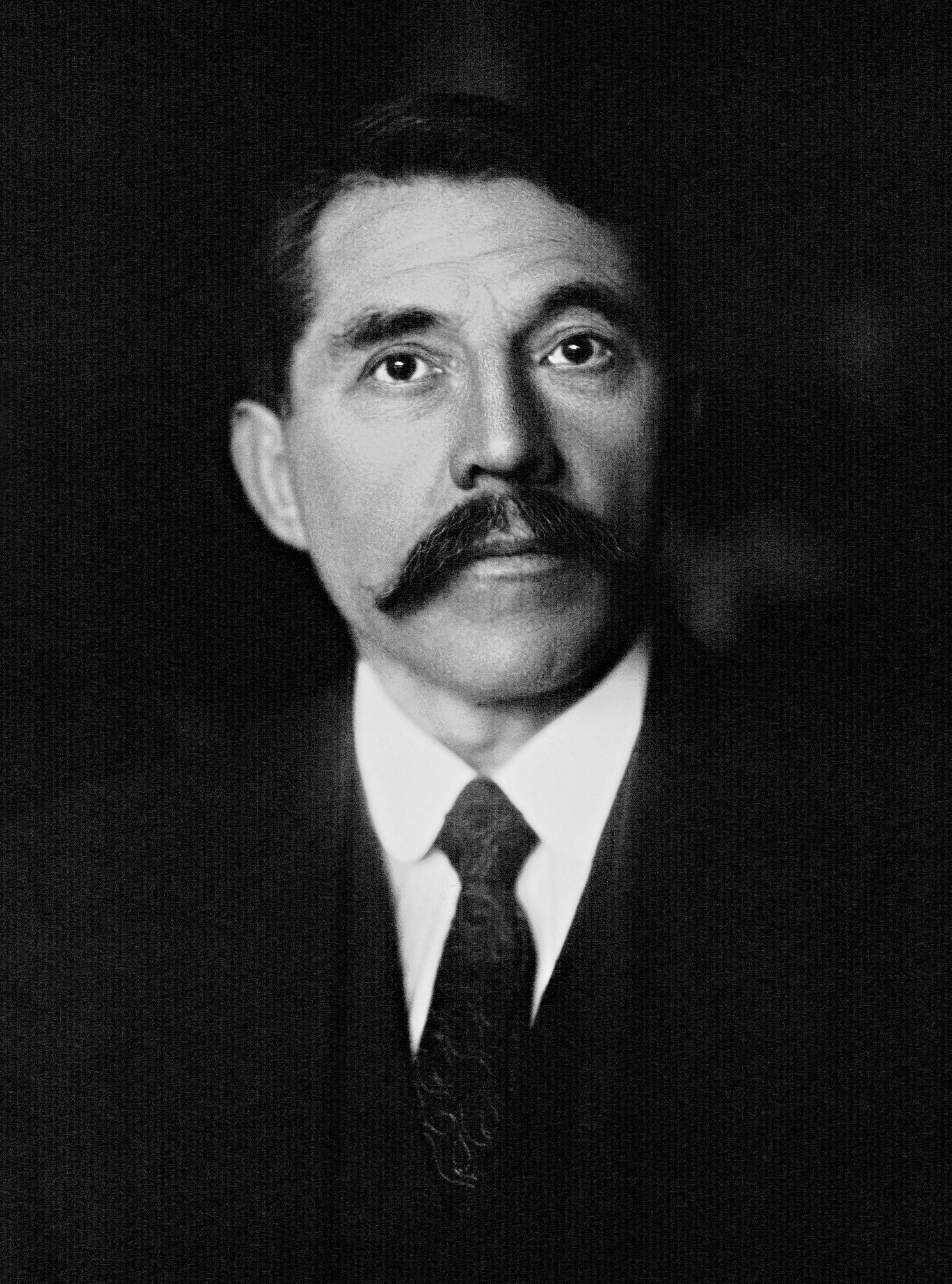
Marcel Cachin en 1918.

Dès la création de la section girondine du Parti ouvrier français (POF) de Guesde par Raymond Lavigne en décembre 1892, Marcel Cachin, militant de Libourne (Gironde) adhère à ce parti, comme secrétaire chargé de la propagande. En 1900, il est conseiller municipal et adjoint au maire de Bordeaux, Paul-Louis Lande, jusqu'en 1904.
Membre du Parti socialiste de France (PSdF) après la fusion en 1902 du POF avec le Parti socialiste révolutionnaire (PSR) d'Édouard Vaillant, il participe aux congrès socialistes d'Amsterdam (1904) et de Paris (1905), ce dernier prononçant la création de la SFIO qu'il rejoint, également chargé de la propagande. Cette fonction de « délégué à la propagande » lui fait parcourir pendant six ans le territoire français, ce qui le fait connaître par un grand nombre de militants socialistes et un large public.
Il quitte la Gironde pour la capitale, où il se marie en 1906 avec une jeune socialiste américaine, Marguerite David, dite von Wien. Il est élu en 1912 conseiller municipal de Paris pour le quartier de la Goutte-d'Or et conseiller général de la Seine, puis député de la Seine (18e arrondissement) de 1914 à 1932. Il se rallie à la politique d'union nationale pendant la Première Guerre mondiale, et soutient donc la guerre. Il est envoyé en mission en Italie, puis une première fois en Russie en 1917.

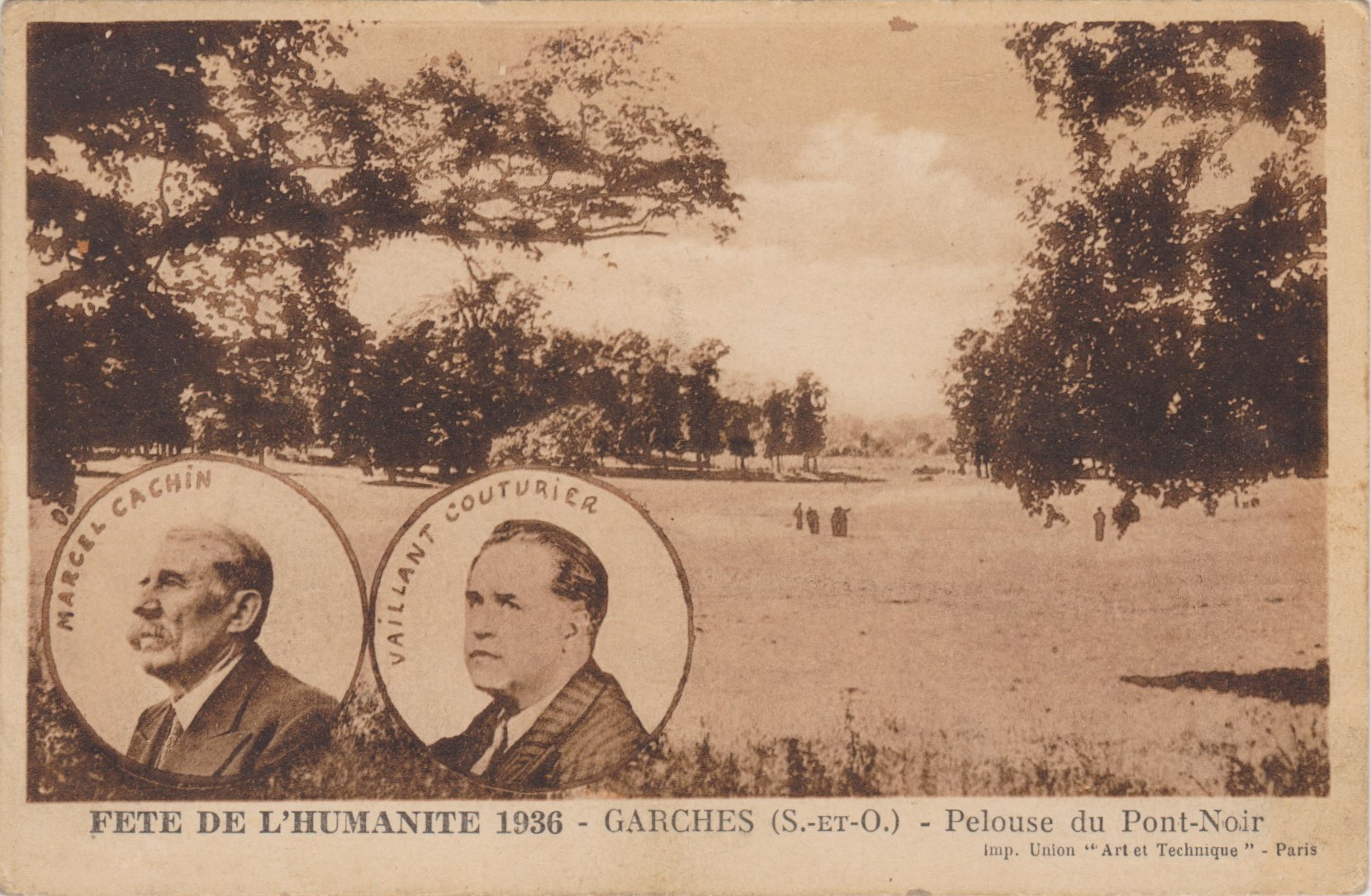
Carte postale émise en 1936 pour la fête de l'Humanité à Garches. Directeur du journal, Marcel Cachin voisine emblématiquement avec son rédacteur en chef, Paul Vaillant-Couturier.

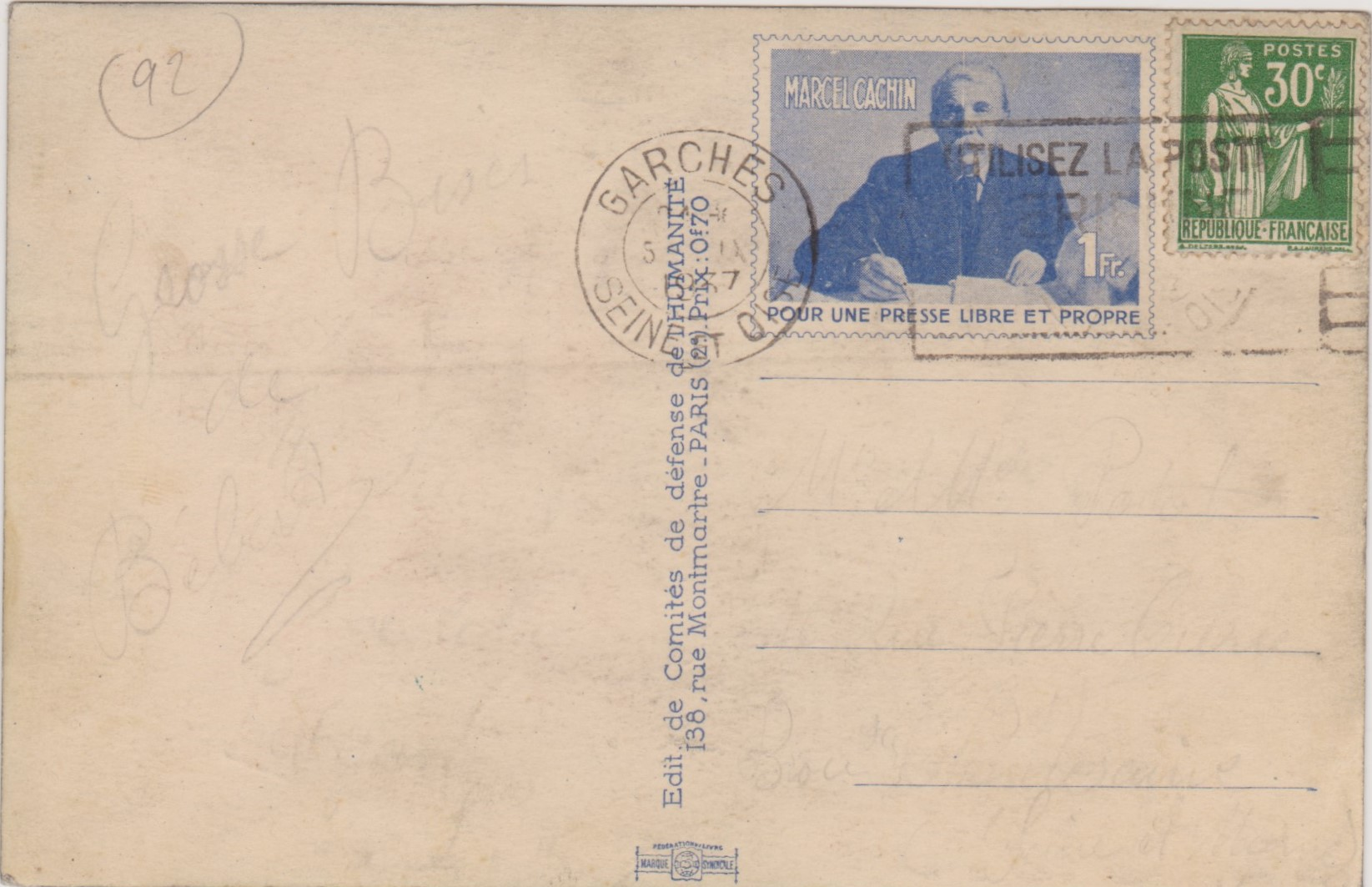
Fête de l'Humanité 1937, Garches. Verso de carte postale avec un simili timbre « Marcel Cachin ». Carte éditée par les Comités de défense de l'Humanité, « pour une presse libre et propre ».

Membre titulaire de la commission administrative de la SFIO à partir de 1906, il entre en 1912 à L'Humanité en tant que rédacteur, en remplacement de Paul Lafargue. Il devient directeur du journal en octobre 1918, succédant à Pierre Renaudel. Cette promotion traduit le changement de ligne politique qui s'opère au sein du parti socialiste par rapport à l'« Union sacrée », amorçant l'évolution des deux années suivantes. Il reste officiellement directeur du quotidien socialiste puis communiste jusqu'à son décès en 1958.
Durant l'été 1920, il effectue avec Ludovic-Oscar Frossard un voyage en Russie soviétique : l'un et l'autre en reviennent conquis par le nouveau régime. Cachin est ensuite l'un des artisans de la scission de la SFIO lors du congrès de Tours, durant lequel la majorité approuve la révolution d'Octobre et le soutien aux bolcheviks.  Il est l'un des fondateurs du Parti communiste, qui adhère à la IIIe Internationale. Il signe la motion du comité de la IIIe Internationale pour l'adhésion à l'Internationale communiste avec Lucie Leiciague et Ludociv-Oscar Frossard. En novembre 1922, il quitte le Grand Orient de France.
En janvier 1923, Marcel Cachin dénonce l'occupation de la Ruhr ordonnée par le gouvernement de Raymond Poincaré afin de contraindre l’Allemagne à accélérer les paiements. Lui et d'autres communistes français organisent d’importants meetings, notamment dans les villes de Francfort et Stuttgart. Inculpé pour « attentat contre la sûreté extérieure et intérieure de l’État », son immunité parlementaire est levée et il est emprisonné. Il reçoit en février une lettre de soutien de Grigori Zinoviev, le président de l'internationale communiste, qui lui exprime ses « plus amicales salutations » et celles des « camarades Lénine, Trotsky et Boukharine ». Il est finalement innocenté en mai par le Sénat et libéré,.
Au tournant des années 1930, bien que député et membre du bureau politique, il n'est pas vraiment en odeur de sainteté. Trop unitaire sans doute, et réaliste envers la politique « classe contre classe », qui a provoqué le désastre électoral de 1932. Mais contrairement à Jacques Doriot et Louis Sellier, notamment, il reste fidèle au Parti, dans les variations de lignes politiques imposées à celui-ci au cours des années 1920-1930 par Staline.
En 1936, il est l'un des piliers du Front populaire. Lors de la drôle de guerre et, alors que la ligne du Parti depuis la signature du pacte germano-soviétique est de condamner la « guerre impérialiste » et de critiquer le gouvernement Daladier, il écrit une lettre ouverte en décembre 1939, sur l'insistance de Benoît Frachon, dans laquelle il approuve la politique de l'Union soviétique, mais souligne que le principal adversaire, c'est « l'impérialisme nazi ». Ce refus d'appeler à la lutte contre le gouvernement français émeut le Komintern, qui insiste pour que celui-ci quitte la France.

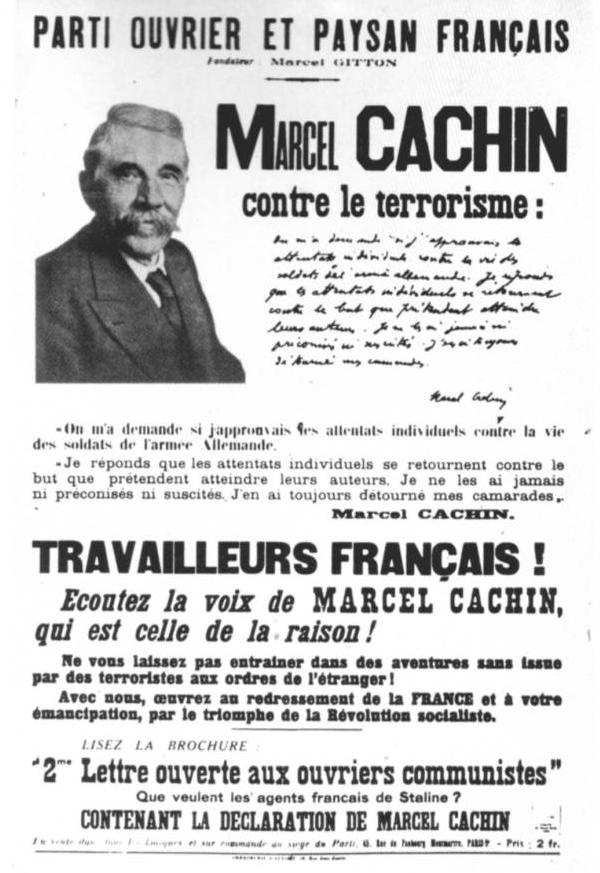
Tract du POPF reproduisant la lettre de Marcel Cachin contre le « terrorisme » (1941).

Il est déchu de ses mandats en 1940. Pendant l'Occupation, confronté à la question des premiers otages à la suite des attentats perpétrés contre les soldats allemands, il rédige une lettre dans laquelle il condamne les attentats individuels contre l'armée allemande. Des extraits de cette lettre sont repris par le Parti ouvrier et paysan français, parti composé d'anciens élus du Parti communiste dans un but de propagande pour la Collaboration. Il ne sera pas inquiété à la Libération pour cet écrit.
Pendant la guerre, il se retire tout d'abord à Lancerf en Bretagne, où il possède une maison. Il y est arrêté le 5 septembre 1941, amené à la prison de la Santé à Paris, d'où il est libéré le 17 octobre 1941, à la suite probable de la lettre qu'il rédige condamnant les attentats individuels. Il retourne en Bretagne où des menaces d'arrestation se précisent, malgré l'exploitation faite de ses déclarations. En août 1942, il est « exfiltré » par une équipe spéciale du Parti communiste et amené en région parisienne, où il mène une existence clandestine dans des pavillons à Verrières-le-Buisson puis à Bourg-la-Reine, chez son neveu Monsieur Delet, au no 23 rue André-Theuriet,. Après la Libération, il reprend ses activités jusqu'à sa mort en 1958.
Directeur de L'Humanité (1918-1958), il est membre du bureau politique du Parti communiste (1923-1958) et sénateur (1935), puis député de la Seine (1946). Après la guerre, il est député doyen de l'Assemblée nationale, et ce jusqu'à sa mort.
À l'âge de 88 ans, en 1957, il est décoré de l'ordre de Lénine.

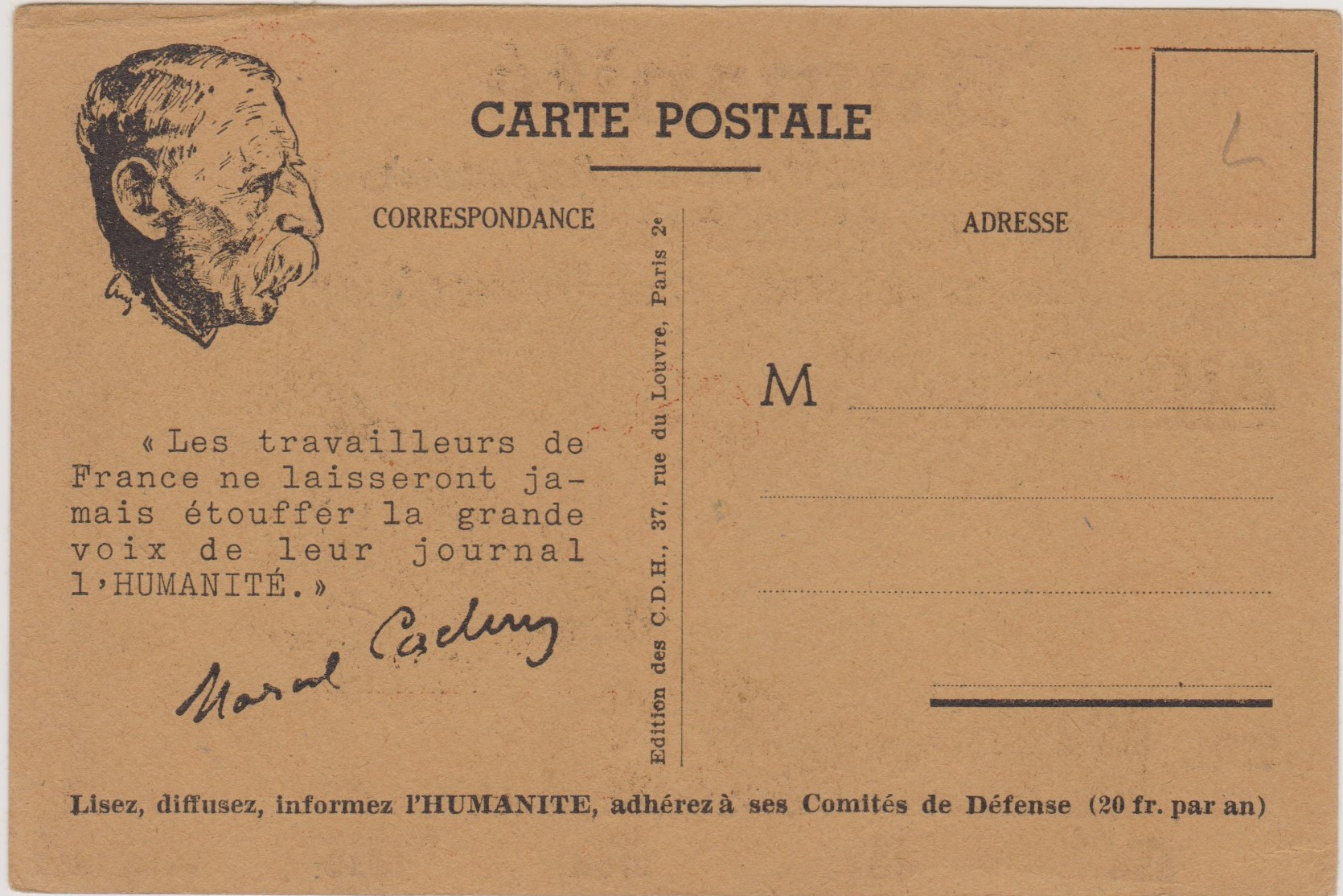
Texte et signature de Marcel Cachin pour la défense de son journal L'Humanité. Verso d'une carte postale éditée en 1948.

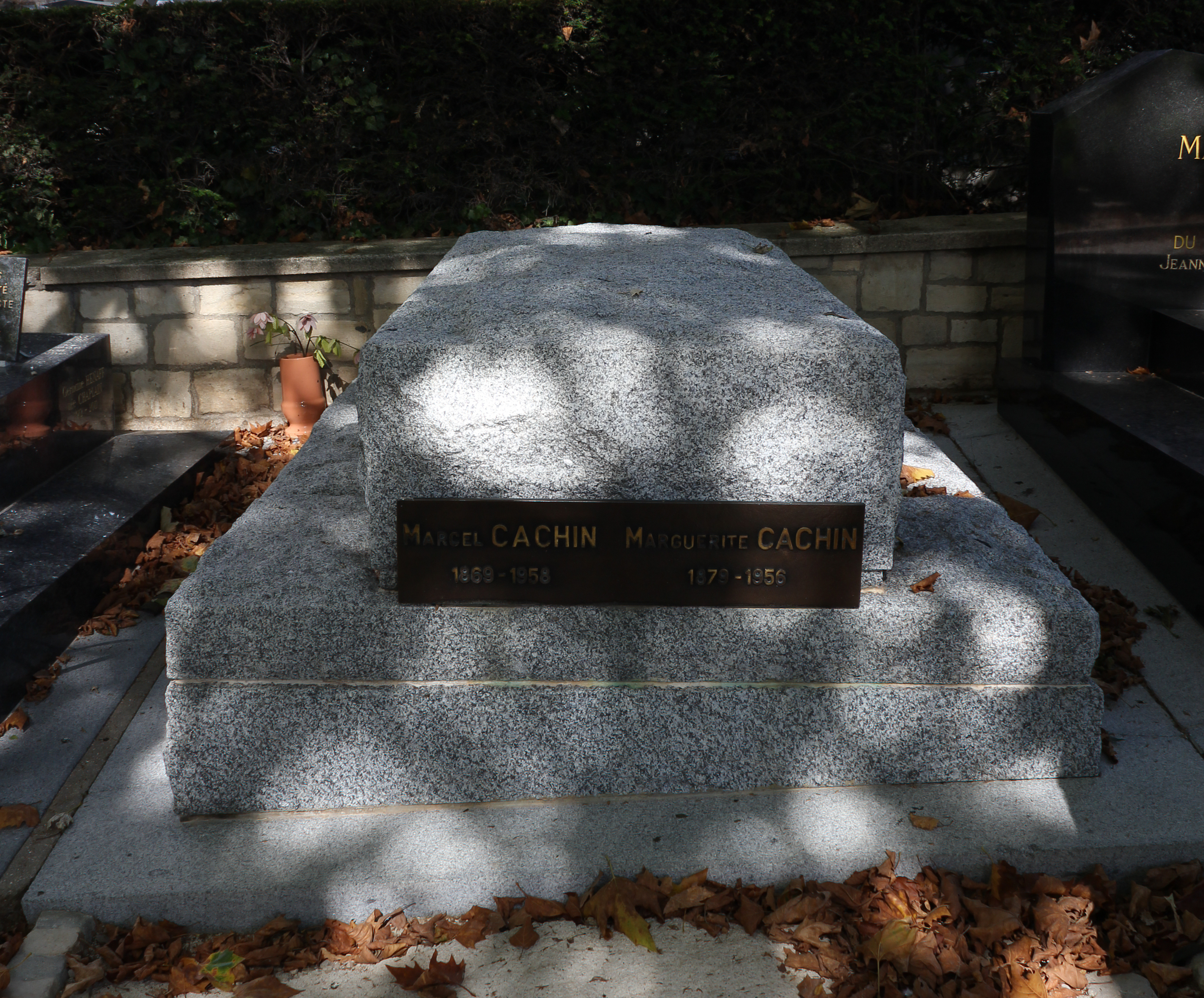
Tombe de Marcel et Marguerite Cachin au cimetière du Père-Lachaise.

Il est inhumé au cimetière du Père-Lachaise (97e division), à Paris. Une foule nombreuse, estimée à des centaines de milliers de personnes, prend part à ses obsèques, le 15 février 1958, du siège de L'Humanité, sur les « grands boulevards », en passant par la place de la République, jusqu'au cimetière où reposait son épouse, décédée en 1956. Elles sont l'occasion d'une manifestation cérémonielle imposante, dans la tradition de « la liturgie funèbre des communistes ».

## Mouvement breton
Natif de Bretagne, Marcel Cachin a joué un rôle dans le mouvement breton. Se liant d'amitié avec Yann Sohier, fondateur de l'organisation progressiste et laïque « Ar Falz », il crée avec d'autres militants communistes l'association des « Bretons émancipés de la région parisienne » au début des années 1930, et anime son journal officiel War Sao à partir de 1937. Cette association se démarque du reste du mouvement breton en soutenant l'émancipation des travailleurs bretons de « toute forme d’oppression, celle du capitalisme et celle de l'Église ». Les « Bretons émancipés » participent à la lutte contre le fascisme, notamment en soutenant les républicains espagnols. En septembre 1938, pendant la conférence de Munich, ils dénoncent dans War Sao les dérives du courant nationaliste de l’Emsav qui voit dans l'Allemagne nazie la « protectrice des minorités en Europe ». Cela l'exposera aux critiques acerbes de la partie du mouvement breton qui lorgne vers le fascisme, tel Henri Caouissin, qui déclare que les « Bretons émancipés » sont « sinon nuisibles, du moins inutiles à l'action bretonne »,.
Après la Seconde Guerre mondiale, Marcel Cachin conserve ses positions et son discours revendicatif breton, même quand le Parti communiste s'éloigne de plus en plus de ses préoccupations régionalistes. Cachin dépose ainsi en 1947 une proposition de loi en faveur de la langue bretonne. Cette proposition, vidée de sa substance par ses collègues parlementaires, aboutit en 1951 à la loi Deixonne, qui autorise l'enseignement du breton à l'école.
Le 24 novembre 1951, Cachin participe à la refondation des « Bretons émancipés », qui deviennent l'« Union des sociétés bretonnes d'Île-de-France » (USBIF). Cette association au nom plus neutre se dote en 1958 d'un nouveau journal : Le pays breton. L'association est présidée par François Tanguy-Prigent, morlaisien et ancien ministre du général de Gaulle, puis par Marcel Hamon, député communiste des Côtes-du-Nord et Jean Le Lagadec, ancien journaliste à l'Humanité, journal dont Cachin fut longtemps directeur.

## Hommages

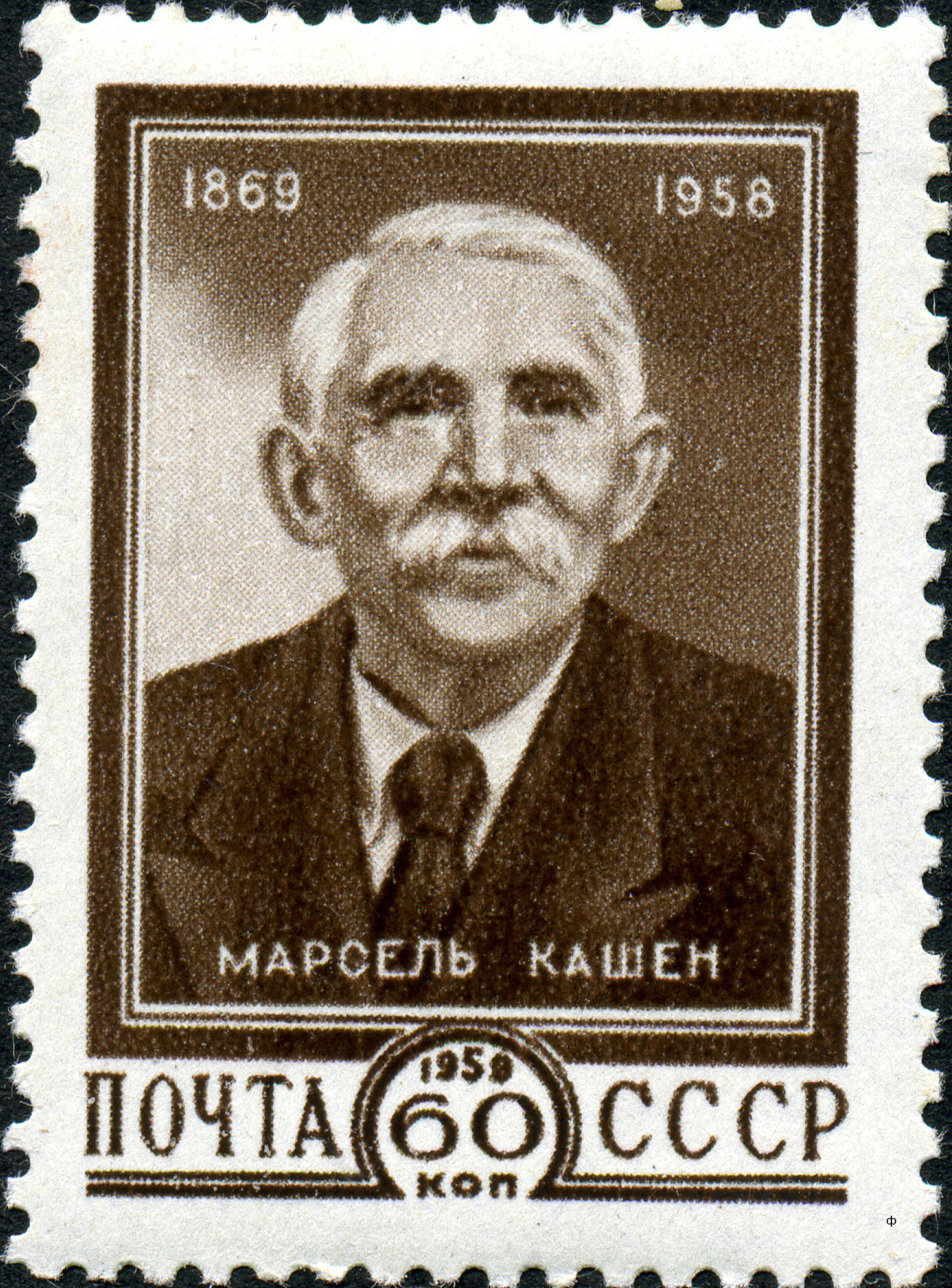
Timbre-poste émis en 1959 par l'URSS à la mémoire de Marcel Cachin.

Plusieurs établissements scolaires (51 en France, en 2015), cités, rues et parc, portent son nom, notamment à Bezons, Le Blanc-Mesnil, Champigny-sur-Marne, Choisy-le-Roi, Drancy, Dugny, Échirolles, Igny, Orly, Romainville, Saint-Ouen, Seclin, Vaulx-en-Velin, Vénissieux, Villejuif, Vitry-sur-Seine, La Courneuve, Saint-Denis, etc.

## Détail des mandats et fonctions

### Au Parlement
- 1914-1932 : député de la Seine
- 1935-1940 : sénateur de la Seine
- 1944-1945 : membre de l'Assemblée consultative provisoire
- 1945-1958 : député de la Seine

### Au niveau local
- 1900-1904 : conseiller municipal de Bordeaux
- 1912-1914 : conseiller municipal de Paris (XVIIIe)
- 1945-1947 : conseiller municipal de Choisy-le-Roi[29]

### Au sein de partis politiques
- 1905-1909 ; 1912-1920 : membre de la commission administrative permanente du Parti socialiste-SFIO
- 1920-1924 : membre du Comité directeur du Parti communiste
- 1925-1958 : membre du Comité central du Parti communiste
- 1922-1958 : membre du Bureau politique du Parti communiste

## Synthèse des résultats électoraux

### Élections présidentielles
| Année | Parti | Parti   | 1er tour | 1er tour | 1er tour | 2d tour | 2d tour | 2d tour | Issue |
| Année | Parti | Parti   | Voix     | %        | Rang     | Voix    | %       | Rang    | Issue |
| ----- | ----- | ------- | -------- | -------- | -------- | ------- | ------- | ------- | ----- |
| 1931, |       | PC-SFIC | 10       | 1,11     | 4e       | 11      | 1,25    | 4e      | Battu |
| 1932  | 8     | PC-SFIC | 1,03     | 4e       |          |         |         | Battu   |       |
| 1939  | 74    | PC-SFIC | 8,19     | 3e       | Battu    |         |         |         |       |
| 1953  |       | PCF     | 113      | 12,18    | 6e       | Battu   |         |         |       |

### Élections législatives
Les résultats ci-dessous concernent uniquement les élections où il est tête de liste.
| Année   | Parti   | Parti | Circonscription | Voix    | %     | Rang   | Sièges |
| ------- | ------- | ----- | --------------- | ------- | ----- | ------ | ------ |
| 1945    |         | PCF   | 2e de la Seine  | 100 192 | 22,61 | 2e     | 3 / 10 |
| 06/1946 | 98 866  | PCF   | 2e de la Seine  | 21,46   | 3e    | 2 / 10 |        |
| 11/1946 | 105 120 | PCF   | 2e de la Seine  | 23,25   | 2e    | 3 / 11 |        |
| 1951    | 80 440  | PCF   | 2e de la Seine  | 19,31   | 2e    | 2 / 11 |        |
| 1956    | 102 621 | PCF   | 2e de la Seine  | 20,88   | 1er   | 2 / 11 |        |

## Œuvres
- Au cours d'une carrière politique de plus de soixante années, Marcel Cachin signe une grande quantité d'articles de L'Humanité, et la presse socialiste puis communiste ; prononce également un très grand nombre de discours ; intervient fréquemment dans les instances de ses partis politiques successifs. Il s'appuyait sur des notes prises au jour le jour, consignées dans des « carnets », dont certains sont demeurés[38]. Ils ont été publiés, en 4 volumes, sous l'égide du CNRS, par l'historien Denis Peschanski.

Parmi les recueils de ses écrits :
- « Science et religion », éditions sociales, 1946.
- « Marcel Cachin vous parle », éditions sociales, 1959, p. 224 (préface d'Étienne Fajon, introduction de Jean Fréville) (31 articles et discours, de 1904 à 1957)

## Dans la fiction
- 1955 : Ernst Thälmann – Führer seiner Klasse, film de Kurt Maetzig, joué par Theo Shall.